# Запаси керовані постачальником
Запаси керовані постачальником (ЗКП) англ. Vendor-managed inventory (VMI) - це низка бізнес підходів та моделей за яких покупець (клієнт) надає певну інформацію до постачальника товару чи низки товарів, а постачальник бере на себе повну відповідальність за підтримання рівня запасів цих товарів на місцерозташуванні покупця: складі чи магазині. Сторони попередньо узгоджують рівень сервісу та розміри запасів. Як правило до угоди про запровадження системи ЗКП (VMI) входить також перенесення відповідальності за представленість та мерчандайзинг товару в торговельних точках від покупця до постачальника.  До двосторонньої угоди між постачальником та покупцем часто залучаються треті сторони, компанії, які займаються контрактною логістикою на вимогу та за рахунок однієї з вищеозначених двох сторін.
Перевагами системи ЗКП (VMI) є: 
- зниження ризику дефіциту товарів у покупця
- зниження рівня запасів у покупця
- зниження рівня запасів у продавця

Подібні переваги досягаються шляхом збільшення прозорості запасів у всьому ланцюгу постачання постачальника та отримання, таким чином можливості, своєчасного реагування на зміну попиту через своєчасну доставку продукції до кожного складу чи торговельної точки клієнта. Як правило, постачальник краще розуміє поведінку своїх товарів на ринку і швидше реагує на зменшення рівня запасів у клієнта, ніж він сам. Постачальник також має можливість здійснювати доставку без отримання замовлення від клієнта чи попереднього погодження доставки, що займає значний час за звичайної системи поповнення запасів у ланцюгу постачальник-клієнт. 
Важливою частиною подібних угод є перехід ризиків за застарівання товару у точках складування чи продажу покупця від покупця до постачальника.  Це здійснюється, або шляхом повернення застарілого товару від покупця до постачальника (зворотнього продажу), або шляхом передачі права власності на товар у момент його подальшого продажу покупцем клієнту чи споживачу.  Фактично, покупець тільки зберігає товар постачальника, і така схема роботи може бути описана консигнаційною угодою.
Особливим випадком ЗКП (VMI) є, так званий, scan-based trading (SBT), або "продаж за скануванням". Такий спосіб передбачає відповідальність постачальника за товар та його запаси у покупця до момента сканування його для продажу наступному клієнту.
Ця бізнес модель успішно застосовується компанією Wal-Mart та іншими великими торговельними мережами у їх відносинах зі своїми постачальниками.  Постачальники нафтопродуктів використовують подібну систему для забезпечення пальним мережі автозаправочних станцій, які вони обслуговують. Подібна практика вже також широко використовується в Україні провідними компаніями постачальниками швидкоплинних споживчих товарів у відносинах зі своїми дистриб'юторами.  Приклади подібної взаємодії українських торговельних мереж та постачальниками є поодинокими.
ЗКП (VMI) допомагає вдосконалити взаєморозуміння між учасниками ланцюга постачання, робить їх конкурентоспроможнішими. Використання  Electronic Data Interchange форматів, відповідного програмного забезпечення й статистичних методів прогнозування забезпечує утримування низьких рівнів запасів у ланцюгу постачання при одночасному забезпеченні високого рівня сервісу.

## Дивись також
- Ланцюг постачання
- Електронний обмін даними